# Perpétue et Félicité
Perpétue et Félicité sont parmi les premières martyres chrétiennes d'Afrique romaine dont la mort soit documentée. Elles sont mortes à Carthage en 203. Leur fête est célébrée le 7 mars par l'Église catholique, et le 1er février par l'Église d'Orient.

## Le martyre
Perpétue n'était que catéchumène quand elle fut arrêtée. Âgée de 22 ans, elle était mère d'un tout jeune enfant. Félicité était enceinte et elle accoucha d'une fille en prison. Mais ni l'une ni l'autre ne faiblirent lorsque, le 7 mars 203, elles pénétrèrent dans l’amphithéâtre de Carthage. C'est la main dans la main qu'elles s'avancèrent vers la vache furieuse qui devait les immoler.
Perpétue fut sans doute arrêtée à la suite d'une dénonciation, elle fut jugée par le procurateur de la province qui remplaçait momentanément l'habituel proconsul.
Les soldats l'amènent de Tebourba chargée de chaînes ; jeune mariée, elle tient entre les bras son enfant qu'elle allaite encore ; on la jette dans les prisons de Byrsa. Son père se précipite à ses pieds pour obtenir qu'elle renie sa foi, on lui signifie qu'elle va laisser orpheline la créature innocente à laquelle elle vient de donner le jour, tout ceci en vain, car elle résiste aux prières comme aux menaces.
Elle est condamnée aux taureaux (la taurokathapsia, type de damnatio ad bestias). On la traîne à l'amphithéâtre au milieu des insultes de la foule, avec sa servante Félicité qui trois jours auparavant dans sa prison, avait mis au monde une petite fille ; on les expose, entourées de filets, à la fureur d'une vache sauvage qui s'acharne sur elles sans parvenir à les tuer. Il faut que le fer les achève.

## Les récits de laPassion
Le récit du martyre nous est connu dans un texte grec et un texte latin : la Passion de Perpétue et Félicité. Une longue controverse s'est développée pour savoir lequel de ces deux textes était le texte original. La Passion se présente comme l'œuvre d'un rédacteur anonyme — autrefois souvent assimilé à Tertullien, hypothèse bien moins retenue aujourd'hui — encadrant des pages écrites par Perpétue et Saturus durant leur captivité avant l'exécution. Le rédacteur anonyme a donc laissé une introduction générale, le récit de la cérémonie des jeux qui se conclut par la mort des martyrs et une péroraison finale. Les pages écrites par Perpétue et Saturus sont consacrées pour l'essentiel aux visions qu'ils eurent durant leur captivité. Ces visions sont des songes inspirés par la divinité selon l'idée courante dans l'antiquité que les rêves permettaient aux dieux de communiquer avec les hommes.
On tient les récits de Perpétue et de Saturus pour des récits originaux, ce qui fait la valeur historique de cette Passion. Le récit de Perpétue est en effet un des rares textes qui nous aient été laissés par une femme durant l'empire romain. Perpétue apparaît empreinte d'une foi très rigoureuse — qui a pu faire penser au montanisme, elle n'en est pas moins marquée par la culture de son époque : Louis Robert a montré comment le songe du combat avec le lutteur égyptien s'inspirait des spectacles de lutte. Le récit de la Passion de Perpétue a connu une diffusion rapide : elle est citée par Tertullien,. Par la suite, Augustin d'Hippone y fit plusieurs fois référence, en particulier à propos de la question du devenir des enfants morts non baptisés, il discuta du songe qui montre le salut du jeune frère de Perpétue, Dinocrate. Les Actes furent rédigés à partir de la Passion, sans doute pour offrir une version plus commode à utiliser dans la prédication.

## Vénération et reliques
Perpétue et Félicité sont évoquées dans la litanie des saints lors de la Vigile pascale dans l'Église catholique, ainsi qu'à la fin de la prière eucharistique numéro 1 appelée aussi Canon romain dans l'ordinaire de la messe.

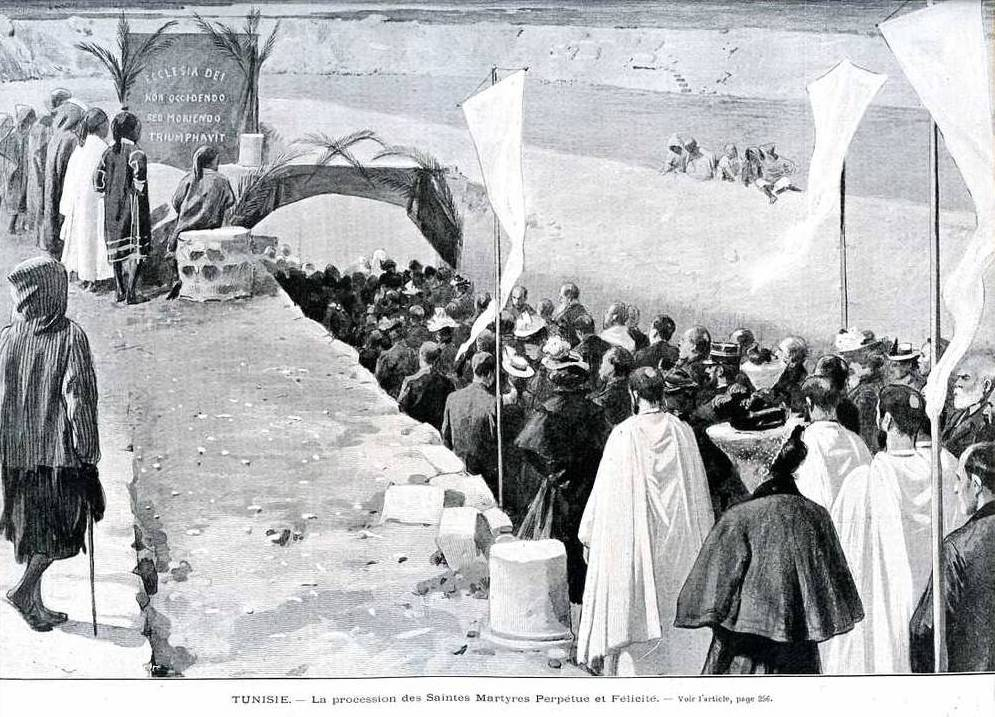
Procession des saintes martyres Perpétue et Félicité à Carthage, le 7 mars 1901.

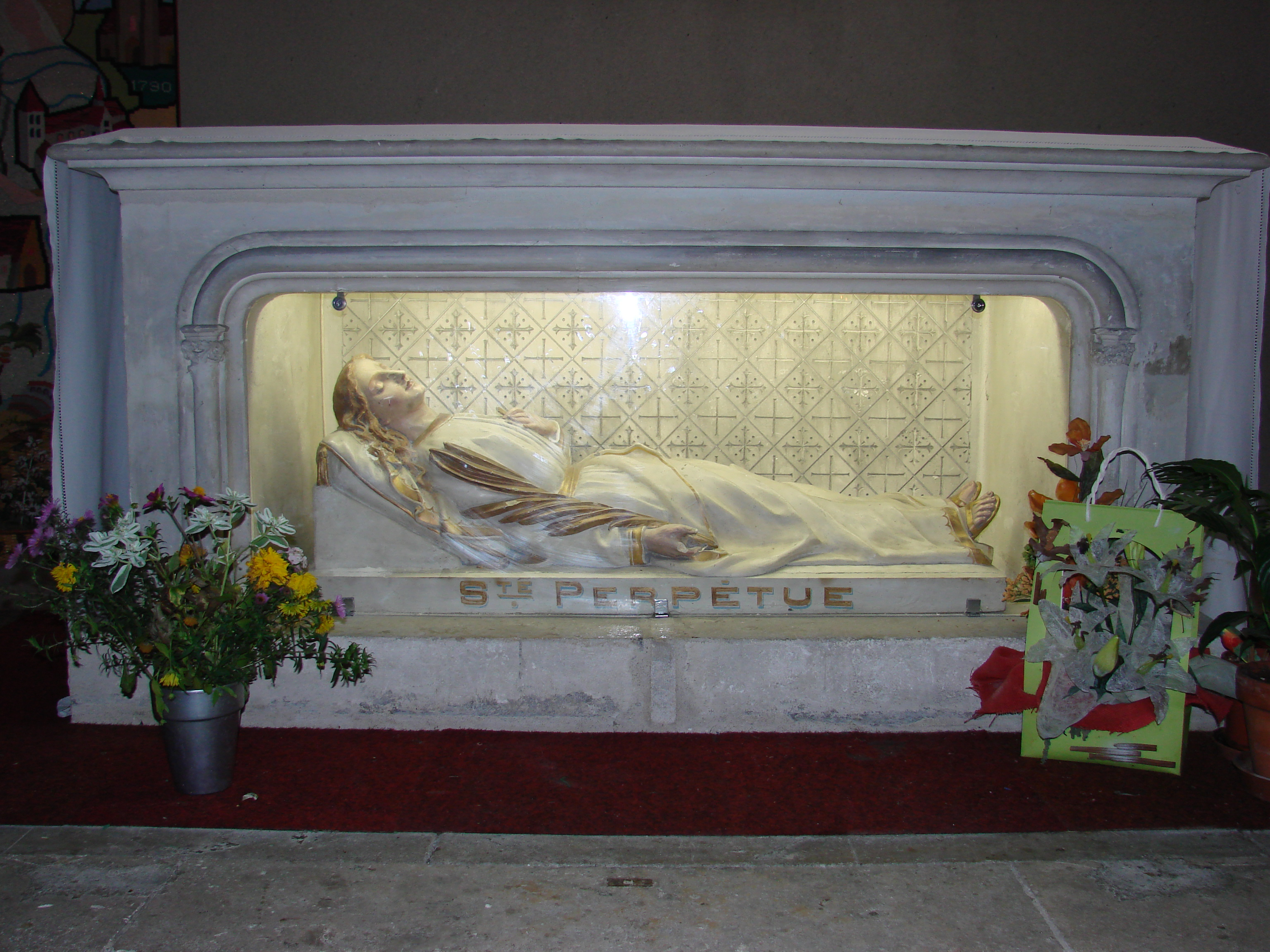
Châsse de sainte Perpétue en l'église Notre-Dame de Vierzon.

Selon la tradition,, les reliques de sainte Perpétue, martyrisée le 7 mars 203, furent transférées en 439 à Rome, puis de là, en 843, par l'archevêque de Bourges Raoul à l'abbaye de Dèvres (ou Deuvre), à Saint-Georges-sur-la-Prée. Après que cette abbaye eut été saccagée par les Normands en 903, elle fut transférée à Vierzon en 926, et les reliques de sainte Perpétue avec elle, sur le lieu de l'actuel Hôtel-de-Ville. De là, ces reliques furent à nouveau transférées dans l'église Notre-Dame de Vierzon en 1807, où elles sont conservées aujourd'hui. Perpétue est la sainte patronne de Vierzon et, à la suite de son martyre, est invoquée pour la protection des troupeaux de bétail.
Elles sont commémorés le 7 mars selon le Martyrologe romain, et le 1er février par l'Église d'Orient.

## Proclamer sa foi auIIIesiècle
En 203, à Carthage, lors de la persécution menée à l'encontre des chrétiens sous l'empereur romain Septime Sévère, une jeune femme, Perpétue, raconte elle-même sa détention et son procès, jusqu'à la veille de son martyre.

« Un jour, en plein repas, on nous entraîne soudain au tribunal. Nous arrivons au forum. La nouvelle s'en répand rapidement dans les quartiers voisins ; il y eut bientôt foule. Nous montons sur l'estrade. On interroge les autres, qui confessent leur foi.
Mon tour arrive, quand brusquement apparaît mon père, portant mon fils dans les bras. Il me tire de ma place et me dit : « Aie donc pitié de l'enfant »
Le procurateur Hilarianus, qui avait le droit du glaive, à son tour insista : « Prends en pitié les cheveux blancs de ton père, le tendre âge de ton enfant, Sacrifie pour le salut des empereurs. »
Moi je réponds : « Je ne sacrifierai pas. »
Hilarianus : « Es-tu chrétienne ? »
Je lui réponds : « Je suis chrétienne. »
Mon père restait à mes côtés pour me fléchir. Hilarianus donna un ordre : on chassa mon père et on le frappa d'un coup de verge. Ce coup m'atteignit, comme si c'était moi qu'on eût frappée. Je souffrais de sa vieillesse et de sa souffrance.
Alors le juge prononça la sentence : nous étions tous condamnés aux bêtes. Et nous partîmes tout heureux vers la prison »

— Passion de Perpétue et Félicité, trad. France Quéré, Le livre des martyrs chrétiens, Centurion, Paris, 1988, p. 72.

## Félicité et les autres condamnés
Rien ne nous indique dans la Passion que Félicité soit l’esclave de Perpétue : elle l’aurait mentionné. Les deux jeunes femmes ne sont réunies que dans l’arène, où Perpétue relève la jeune accouchée qui s’écroule, geste très naturel. Pour le rédacteur, Perpétue et Félicité sont les deux grandes figures de la Passion ; elles forment un couple, même pour Augustin, en raison de leurs noms prédestinés, dont l’association signifie « éternelle félicité », ce qui sera justement leur sort. Souvent unies dans leur culte, elles forment un contraste symbolique qui séduira les artistes, par exemple sur la mosaïque de Ravenne, au Ve siècle : Perpétue porte la tenue des grandes dames et Félicité celle des esclaves. Il va sans dire que ces représentations imaginaires ne peuvent nous renseigner sur leur véritable apparence : aucun portrait du temps ne nous est parvenu.
Les autres condamnés, Revocatus, Saturninus et Secundulus, apparaissent peu, mais ils figurent tous sur l’inscription de Mçidfa,. Pour le rédacteur des Actes, Saturus et Saturninus seraient deux frères, de naissance libre, mais peut-être a-t-il été entraîné par l’assonance : tous ces noms sont courants en Afrique. Comme Saturus, Saturninus est possédé du désir exalté du martyre, qu’il souhaite le pire possible, en affrontant toutes les bêtes, ce qui lui vaudra la plus glorieuse couronne. Quant à Secundulus, il meurt en prison, d’un coup de glaive, victime d’une brutalité, à moins qu’il ne s’agisse d’un geste de pitié, la mort par le glaive paraissant la plus douce.

#### Traduction
- Passion de Perpétue et de Félicité, suivi des Actes, texte (version latine) établi, traduit et commenté par Jacqueline Amat, Cerf, coll. "Sources Chrétiennes", no 417, Paris, 1996, 336 p.  (ISBN 978-2204053860)

Antoon Bastiaensen, « Notes de lecture de l'ouvrage de J. Amat « Passion de Perpétue et de Félicité suivi des Actes » », Revue des Études Anciennes, t. 101, nos 3-4,‎ 1999, p. 575-577 (lire en ligne).
- "Passion de Perpétue et Félicité" (205 ?), trad. de la version latine Joëlle Soller : Premiers écrits chrétiens, Gallimard, coll. "La Pléiade", 2016, p. 290-304.
- Fraternité Sainte Perpétue et Bruno Bouteville (Illustrations) (trad. du latin), Perpétue et Félicité, Margaux, Libre Label, 2016, 26 p. (ISBN 978-2-36128-198-4)

#### Études
- René Braun, "Tertullien est-il le rédacteur de la Passio Perpetuae ?", Revue des études latines, vol. XXXIII (1956), p. 79-81.
- Jacques Fontaine, Aspects et problèmes de la prose d'art latine au IIIe siècle, Turin, La Bottega d'Erasmo, 1968, p. 69-97.
- (en) Vincent J. O'Malley, Saints of Africa, Our Sunday Visitor Publishing, 2001. (ASIN B01K3JL5EC)